# Scorpiops satarensis
Espèce
Synonymes
- Scorpiops montanus satarensis Pocock, 1900
- Neoscorpiops satarensis (Pocock, 1900)

Scorpiops satarensis est une espèce de scorpions de la famille des Scorpiopidae.

## Distribution
Cette espèce est endémique du Maharashtra en Inde. Elle se rencontre vers Mahabaleshwar.

## Description
Le mâle syntype mesure 57 mm et la femelle syntype 60 mm.

## Systématique et taxinomie
Cette espèce a été décrite sous le protonyme Scorpiops montanus satarensis par Pocock en 1900. Elle est élevée au rang d'espèce par Vachon en 1980. Elle est placée dans le genre Neoscorpiops par Kovařík en 1998. Elle est replacée dans le genre Scorpiops par Kovařík, Lowe, Stockmann et Šťáhlavský en 2020.

## Étymologie
Son nom d'espèce, composé de satar[a] et du suffixe latin -ensis, « qui vit dans, qui habite », lui a été donné en référence au lieu de sa découverte, le district de Satara.

## Publication originale
- Pocock, 1900 : « Arachnida. » The fauna of British India, including Ceylon and Burma, London, Taylor and Francis, p. 1-279 (texte intégral).